# Thagria pega
Thagria pega är en insektsart som beskrevs av Zhang 1990. Thagria pega ingår i släktet Thagria och familjen dvärgstritar. Inga underarter finns listade i Catalogue of Life.